# Combate de El Tejar
El Combate de El Tejar (o Sorpresa de El Tejar) fue un enfrentamiento librado el 19 de febrero de 1815, durante el transcurso de la Guerra de Independencia de la Argentina, entre fuerzas de vanguardia del Ejército Auxiliar del Perú y la vanguardia del Ejército Real del Perú, en el comienzo de la tercera expedición auxiliadora al Alto Perú. La acción concluyó con una victoria realista.

## Antecedentes
Después de las derrotas del ejército auxiliar en las batallas de Vilcapugio y Ayohuma se evacuó el Alto Perú. El nuevo comandante, José Rondeau, ordenó un nuevo avance, contra la opinión del jefe de la vanguardia, coronel graduado Martín Miguel de Güemes, quien pretendía permanecer a la defensiva. Rondeau estableció el cuartel general de vanguardia en Huacalera, mientras Güemes avanzó con sus fuerzas gauchas hacia Yavi, contando con la colaboración del marqués de Yavi. La disidencia pública de Güemes, quien mantenía un mando semiautónomo sobre sus tropas, minó el prestigio de Rondeau. Este respondió reemplazando a Güemes por el coronel Martín Rodríguez como jefe de la vanguardia, ordenándole que entregara a su sucesor los soldados de la División Salta (los gauchos), pero obtuvo una negativa con el argumento de que la división no era parte del ejército y no estaba al mando de Rondeau.

## El combate
Cuando la vanguardia realista supo que Rondeau el 3 de febrero retrocedía desde Huacalera hacia San Salvador de Jujuy, el comandante Antonio Vigil avanzó desde Yavi hacia Puesto del Marqués. Rondeau ordenó a Rodríguez que avanzara sobre la Puna jujeña con 40 una escolta de granaderos a caballo al mando del capitán Mariano Necochea para realizar un reconocimiento en busca de una victoria que mejorara el prestigio del ejército. Entre los granaderos iban los oficiales: Domingo Albariños, el alférez Gómez San Martín, y el francés Berro.
Luego de dos días de marcha, hicieron alto en el lugar denominado El Tejar o Tejada, cerca de Humahuaca, a donde debían esperar la llegada al día siguiente del capitán José María Pérez de Urdininea con 200 hombres que marchaban por otro camino. La presencia de las tropas patriotas fue detectada por fuerzas realistas de Vigil, quien se hallaba a pocas leguas. El comandante Vigil contaba con un escuadrón de 100 hombres montados, y solicitó otros 80 a Pedro Olañeta, luego ordenó un ataque por sorpresa sobre la posición del inexperto coronel Rodríguez, quien acampó allí sin asegurar la vigilancia de la posición, logrando derrotarlo fácilmente. Rodríguez fue tomado prisionero junto con otros oficiales, mientras que Necochea resistió con 25 granaderos en un corral de piedra hasta que logró escapar solo y llevó la noticia al campamento de Rondeau. Necochea escapó en un caballo sin ensillar cargando sobre los soldados que lo cercaban, dio un sablazo a uno de ellos que le salió al encuentro y galopó perseguido durante dos leguas. Se cree que Necochea fue la única persona en poder evitar caer como prisionero. 

En mi vida he dado un tajo igual: creo que le dividí la cabeza hasta el pescuezo.

## Captura de Rodríguez
Martín Rodríguez fue tomado prisionero y trasladado a Santiago de Cotagaita, pero el 13 de marzo recobró su libertad y fue liberado en Yavi con una propuesta de paz del jefe realista Joaquín de la Pezuela, quien recibió la contestación de Rondeau el 3 de abril sin efecto alguno más que una propuesta de canje de prisioneros. A la esposa de Pedro Antonio Olañeta, la jujeña Josefa Raimunda de Marquiegui, le fuera permitido reunirse con su esposo y con su hermano Guillermo Marquiegui. 
Miguel Otero dice en sus Memorias:

Las tropas realistas lo condujeron hasta Cotagaita y se lo presentaron a Pezuela. Ambos acordaron reunir uno y otro ejército y venir hasta Córdoba, adonde concurriría otro ejército que debía salir de Chile por Mendoza, para reunidos venir sobre Buenos Aires a sofocar la revolución. Bajo este plan Pezuela dio evasión a Rodríguez, quien figurando haberse escapado, vino a dar cuenta a Rondeau, que aún se hallaba en la quebrada de Jujuy, sin pasar la Cordillera, sin embargo de haber tenido tiempo de sobra, porque transcurrió un mes o más. Se ha dicho que esta fue una intriga de Rondeau y Rodríguez para engañar a Pezuela, pero siendo más fuerte el ejército de éste ¡quién sabe el que hubiese engañado y perdido!